# Ordan Aguirre
Ordán Ramón Aguirre (Barquisimeto, Lara, Venezuela; 15 de febrero de 1955) es un exfutbolista venezolano que jugaba como defensa y su último equipo fue el Unión Deportivo Lara de la Primera División de Venezuela.
Compitió en los Juegos Olímpicos de Moscú de 1980 con la selección olímpica de Venezuela, donde quedó eliminado en la primera ronda. Con la selección absoluta disputó 13 encuentros entre eliminatorias y Copa América entre 1979 y 1981.

## Participaciones en Juegos Olímpicos
| Torneo                   | Sede  | Resultado    |
| ------------------------ | ----- | ------------ |
| Juegos Olímpicos de 1980 | Moscú | Primera fase |